# Uniport
Uniport – jeden z rodzajów dyfuzji wspomaganej substancji przez błony biologiczne, zachodzącego wewnątrz organizmów żywych, podczas którego przez jedno białko przenośnikowe (uniporter), transportowana jest cząsteczka tylko jednego typu zgodnie z gradientem swojego stężenia.